# Bustul actorului Ion Iancu Brezieanu din Sinaia
Bustul actorului Ion Iancu Brezieanu din Sinaia este un monument istoric aflat pe teritoriul orașului Sinaia.